# Wapen van Mildam

Wapen van Mildam

Het wapen van Mildam is het dorpswapen van het Nederlandse dorp Mildam, in de Friese gemeente Heerenveen. Het wapen werd in 2004 geregistreerd.

## Beschrijving
De blazoenering van het wapen in het Fries luidt als volgt:
yn blau twa ikeblêden en in leelje, pleatst 2 en 1, alles fan goud; yn it skyldhaad beselskippe fan in sulveren, yn 'e midden ûnderbrutsen, weagjende dwersbalke.
De Nederlandse vertaling luidt als volgt: 
in blauw twee eikenbladen en een lelie, geplaatst 2 en 1, alles van goud; in het schildhoofd vergezeld van een zilveren, in het midden onderbroken, golvende dwarsbalk.
De heraldische kleuren zijn: azuur (blauw), goud (goud) en zilver (zilver).

## Symboliek
- Golvende dwarsbalk: symbool voor de Tjonger die nabij het dorp stroomt. De onderbreking van de dwarsbalk staat voor de dam uit de plaatsnaam en die mogelijk in de Tjonger gelegen was.[2]
- Eikenbladen: staan voor de eikenbomen in de omgeving van het dorp. Het goud staat voor de zandgrond waar het dorp op gelegen is.[2]

Fleur de lis: ontleend aan het wapen van Schoterland, de gemeente waar Mildam eertijds tot behoorde. Het goud staat eveneens voor de zandgrond waar het dorp op gelegen is.

Het wapen van Schoterland.